# DAC 112 E
DAC 112 E – rumuński trolejbus produkowany w latach 1975–1980 jako elektryczna wersja autobusu Roman 112 UD na licencji niemieckiego MAN-a 890 UO. Nazwa składa się z:
- DAC = Diesel Auto Camion
- 112 = Numer serii pojazdów
- E = Trolejbus

## Historia
W 1975 roku rozpoczęto produkcję w fabryce Uzina Autobuzul Bucuresti (późniejszy Rocar) w Bukareszcie trójdrzwiowego trolejbusu klasy MAXI typu DAC 112 E. Prototyp, który był przez miesiąc testowany bez pasażerów w Bukareszcie trafił później do Konstancy, gdzie tam otrzymał numer 324. Serię produkowano w dużych ilościach aż do 1980 roku, którą można było zobaczyć w wielu rumuńskich sieciach trolejbusowych. Były to Braszów, Bukareszt, Kluż-Napoca, Konstanca oraz Timișoara. We wszystkich pięciu miastach zastąpiły starsze i mniejsze dwudrzwiowe trolejbusy TV 2 E (produkowane w latach 1958–1969) i TV 20 E (produkowane w latach 1970–1976) tego samego producenta.
Pojazdy solowe DAC 112 E (nie wyprodukowano wozów przegubowych) – bazują na produkowanym również od 1975 roku autobusie DAC 112 UD producenta Roman z Braszowa. Były to pojazdy licencyjne wywodzące się od niemieckich autobusów Metrobus od MAN-a.
| Rok produkcji | Braszów                     | Bukareszt                      | Kluż-Napoca (od 1976 roku) | Konstanca                    | Timișoara                   |
| ------------- | --------------------------- | ------------------------------ | -------------------------- | ---------------------------- | --------------------------- |
| 1975          |                             | 36 (numery taborowe 5001-5036) |                            |                              |                             |
| 1976          | 12 (numery taborowe 1-12)   | 81 (numery taborowe 5037-5117) |                            |                              | 39 (numery taborowe 1-39)   |
| 1977          | 30 (numery taborowe 30-42)  | 50 (numery taborowe 5118-5167) |                            |                              | 20 (numery taborowe 40-59)  |
| 1978          | 30 (numery taborowe 43-72)  | 80 (numery taborowe 5168-5247) |                            |                              | 18 (numery taborowe 60-77)  |
| 1979          | 25 (numery taborowe 73-97)  | 73 (numery taborowe 5248-5320) |                            |                              | 12 (numery taborowe 78-89)  |
| 1980          | 16 (numery taborowe 97-113) |                                |                            |                              | 18 (numery taborowe 90-107) |
| ogólnie       | 113                         | 329                            |                            | 78 (numery taborowe 324-401) | 107                         |

## Wycofywanie z eksploatacji
Już po kilku latach eksploatacji rozpoczęto wycofywanie z eksploatacji trolejbusów tego typu. Na przykład w Timișoarze wycofano tego typu pojazdy w latach 1981–1990. W 1989 roku w stolicy Rumunii było tylko jedenaście sztuk eksploatowanych spośród 320 sztuk. Ostatnie sztuki, które kursowały na liniach 87 i 97 wycofano w listopadzie 1991 roku. Jeden z trolejbusów został przerobiony na trolejbus ciężarowy do wewnętrznego transportu. Cztery pojazdy z Bukaresztu i sześć pojazdów z Konstancy zostały sprzedane w 1985 roku do nowo otwartej sieci trolejbusów w Jassach, gdzie otrzymały numery od 601-610. Jeden pozostały został sprzedany do otwartej w 1983 roku sieci w Sybinie, gdzie został jako pojazd sieci trakcyjnej, który służył do 1997 roku lub do 1998 roku. Pomimo dużej ilości wyprodukowanych sztuk tego typu trolejbusu nie został żaden zachowany jako pojazd historyczny.

## Literatura
- Harák Martin: Autobusy a trolejbusy východního bloku, Praga 2014, strony 184-187.

## Źródła internetowe
- Richard Lomas – Trolleybuses in Constanta
- Zdjęcie pojazdu 51 w Timișoarze